# Antoine Braet
Antoine Camillus (Toine) Braet (Aardenburg, 28 september 1942 – 28 december 2021) was een Nederlands neerlandicus en hoogleraar in de geschiedenis van de retorica aan de Universiteit van Amsterdam. Hij wordt wel de nestor van de taalbeheersing genoemd.
Braet promoveerde in 1984 aan de Rijksuniversiteit Leiden op het proefschrift De klassieke statusleer in modern perspectief. Nadien bleef hij als wetenschappelijk medewerker werkzaam aan de Leidse universiteit. Van 2000 tot 2005 was hij bijzonder hoogleraar in de geschiedenis van de retorica aan de Universiteit van Amsterdam. Daarna was hij tot 2007 weer bij de Faculteit der Letteren van de Universiteit Leiden betrokken bij de opleiding Nederlandse taal- en letterkunde.
Zijn interessen gingen uit naar onderzoek op het gebied van de klassieke retorica, met name de retorische argumentatieleer, de leer van het debat en debatwedstrijden en het taalvaardigheidsonderwijs op havo- en vwo-niveau.

## Publicaties
- 1979. Taaldaden : een leergang schriftelijke taalbeheersing voor de bovenbouw havo/vwo. In meerdere delen. Groningen : Wolters-Noordhoff.
- 1984. De klassieke statusleer in modern perspectief : een historisch-systematische bijdrage tot de argumentatieleer. Proefschrift Leiden. Groningen : Wolters-Noordhoff.
- 1987. Klassieke retorica. Met A.D. Leeman. Groningen.
- 1998. Effectief debatteren. Argumenteren en presenteren over beleid. Met L. Schouw. Groningen.
- 1998. Textuur vwo bovenbouw 1 en 2. Met N. Huizenga en A. van Straaten. Groningen 1998 en 1999.
- 1999.  Argumentatieve vaardigheden. Een praktische didactiek voor havo-vwo, met een inleiding in de argumentatieleer. Bussum.
- 2007. De redelijkheid van de klassieke retorica: de bijdrage van klassieke retorici aan de argumentatietheorie.

Artikelen, een selectie
- 1987. "The Classical Doctrine of Status and Rhetorical Theory of Argumentation" In: Philosophy and Rhetoric 20 (1987), p. 79-93.
- 1992. "Ethos, Pathos and Logos in Aristotle’s Rhetoric: A Re-Examination" In: Argumentation 6 (1992), p. 307-320.
- 1997. "Het enthymeem in Aristoteles Rhetorica: van argumentatietheorie naar logica." In: Tijdschrift voor Taalbeheersing 19 (1997), p. 97-114.